# Microloxia atlagenes
Microloxia atlagenes är en fjärilsart som beskrevs av Louis Beethoven Prout 1935. Microloxia atlagenes ingår i släktet Microloxia och familjen mätare. Inga underarter finns listade i Catalogue of Life.